# أتش أم أس رويال أوك (08)
أتش أم أس رويال اوك بارجة بنيت للبحرية الملكية خلال الحرب العالمية الأولى. اكتملت السفينة في عام 1916، وشهدت القتال لأول مرة في معركة جوتلاند كجزء من الأسطول الكبير . في زمن السلم، عملت في المحيط الأطلسي ، الرئيسية و البحر الأبيض المتوسط أساطيل أكثر من مرة تعرضها لهجوم عرضي. لفتت رويال أوك انتباه العالم في عام 1928 عندما تعرض كبار ضباطها للمحاكمة العسكرية بشكل مثير للجدل، وهو حدث تسبب بإحراج كبير لأكبر بحرية في العالم آنذاك. لم تتمكن محاولات تحديث Royal Oak طوال حياتها المهنية التي استمرت 25 عامًا من إصلاح افتقارها الأساسي إلى السرعة، وبحلول بداية الحرب العالمية الثانية، لم تعد مناسبة.

## البناء والخدمة

### الحرب العالمية الأولى

#### معركة جوتلاند

خرائط توضح مناورات الأسطول البريطاني (الأزرق) والألماني (الأحمر) في 31 مايو - 1 يونيو 1916

في محاولة لإغراء وتدمير جزء من الأسطول الكبير غادر أسطول أعالي البحار الألماني، المكون من 16 dreadnoughts و 6 pre-dreadnoughts و6 طرادات خفيفة و 31 قارب طوربيد، في وقت مبكر من صباح يوم 31 مايو . أبحر الأسطول بالتنسيق مع طرادات المعركة الخمسة للأدميرال فرانز فون هيبر وطرادات الدعم وقوارب الطوربيد. كانت الغرفة 40 التابعة للبحرية الملكية قد اعترضت وفككت تشفير حركة الراديو الألمانية التي تحتوي على خطط للعملية.  

## الحواشي
1. 1 2 3 4 5  مذكور في: الحرب البحرية في المحيط الأطلسي (1939-1945). الصفحة: 61. الناشر: Editorial Juventud. لغة العمل أو لغة الاسم: الإسبانية. تاريخ النشر: 1979. المُؤَلِّف: Luis de la Sierra.
2. ↑  وصلة مرجع: http://www.gwpda.org/naval/jutob.htm. الوصول: 2 يونيو 2015.
3. ↑  وصلة مرجع: http://www.maritimequest.com/warship_directory/great_britain/battleships/royal_oak_1914/hms_royal_oak_1914.htm. الوصول: 2 يونيو 2015.
4. 1 2  Campbell 1998